# Vitreorana helenae
Vitreorana helenae es una especie de anfibio anuro de la familia de las ranas de cristal (Centrolenidae). Se distribuye por el este de Venezuela entre los 700 y los 1000 m de altitud y por el parque nacional Kaieteur en Guyana.